# ديتشي ياماناكا
ديتشي ياماناكا (باليابانية: 山中大地) هو متزلج سريع ياباني، ولد في 1 مايو 1990 في Kawakami, Nagano ‏ في اليابان.

## وصلات خارجية
- ديتشي ياماناكا على موقع SpeedSkatingBase.eu (الإنجليزية)
- ديتشي ياماناكا على موقع SpeedSkatingNews.info (الإنجليزية)
- ديتشي ياماناكا على موقع SpeedSkatingStats.com (الإنجليزية)
- ديتشي ياماناكا على موقع اللجنة الأولمبية الدولية (الإنجليزية)
- ديتشي ياماناكا على موقع أوليمبيديا (الإنجليزية)